# Третье Отделение
Тре́тье Отделе́ние — населённый пункт Вертуновского сельсовета Бековского района Пензенской области.

## География
Населённый пункт расположен в 5 км от административного центра селе Вертуновке, на северо-востоке от него. Расстояние до районного центра посёлка Беково — 9 км, до областного центра Пензы — 164 км.

## История
Основан как посёлок 3-го отделения (социально-производственной структуры) совхоза «Новобековский» по выращиванию сахарной свёклы для переработки на Бековском сахарном заводе.

## Население
| Численность населения | Численность населения | Численность населения | Численность населения | Численность населения | Численность населения | Численность населения |
| 1959                  | 1979                  | 1989                  | 1996                  | 2004                  | 2007                  | 2010                  |
| --------------------- | --------------------- | --------------------- | --------------------- | --------------------- | --------------------- | --------------------- |
| 379                   | ↘203                  | ↘59                   | ↘35                   | ↘29                   | ↘22                   | ↘10                   |

## Инфраструктура
В населённом пункте имеется централизованное водоснабжение, сетевая газификация отсутствует. Транспортное сообщение осуществляется по грунтовым автодорогам, идущим к трассе Беково — Сосновка — Варварино и селу Вертуновка.